# Matt Geiger
Matthew Allen Geiger, detto Matt (Salem, 10 settembre 1969), è un ex cestista statunitense, professionista nella NBA.

## Carriera
È stato selezionato dai Miami Heat al secondo giro del Draft NBA 1992 (42ª scelta assoluta).

## Statistiche

### College
| Anno      | Squadra               | PG  | PT | MP   | TC%  | 3P% | TL%  | RP  | AP  | PRP | SP  | PP   |
| --------- | --------------------- | --- | -- | ---- | ---- | --- | ---- | --- | --- | --- | --- | ---- |
| 1987-1988 | Auburn Tigers         | 30  | -  | 19,9 | 51,3 | -   | 66,0 | 4,1 | 0,8 | 0,4 | 0,3 | 6,4  |
| 1988-1989 | Auburn Tigers         | 28  | 28 | 28,8 | 50,4 | 0,0 | 68,8 | 6,6 | 1,2 | 0,6 | 0,9 | 15,9 |
| 1990-1991 | Georgia T. Yel. Jack. | 27  | 24 | 26,3 | 54,9 | 0,0 | 67,1 | 6,4 | 1,0 | 0,2 | 1,1 | 11,4 |
| 1991-1992 | Georgia T. Yel. Jack. | 35  | 35 | 27,2 | 61,1 | 0,0 | 70,6 | 7,3 | 1,1 | 0,7 | 1,9 | 11,8 |
| Carriera  | Carriera              | 120 | 87 | 25,6 | 54,5 | 0,0 | 68,7 | 6,1 | 1,0 | 0,5 | 1,1 | 11,4 |

### NBA

#### Regular Season
| Anno      | Squadra            | PG  | PT  | MP   | TC%  | 3P%  | TL%  | RP  | AP  | PRP | SP  | PP   |
| --------- | ------------------ | --- | --- | ---- | ---- | ---- | ---- | --- | --- | --- | --- | ---- |
| 1992-1993 | Miami Heat         | 48  | 2   | 11,5 | 52,4 | 0,0  | 67,4 | 2,5 | 0,3 | 0,3 | 0,4 | 4,5  |
| 1993-1994 | Miami Heat         | 72  | 0   | 16,7 | 57,4 | 20,0 | 77,9 | 4,2 | 0,4 | 0,5 | 0,4 | 7,2  |
| 1994-1995 | Miami Heat         | 74  | 43  | 23,1 | 53,6 | 40,0 | 65,0 | 5,6 | 0,7 | 0,6 | 0,7 | 8,3  |
| 1995-1996 | Charlotte Hornets  | 77  | 50  | 30,5 | 53,6 | 37,5 | 72,7 | 8,4 | 0,8 | 0,6 | 0,8 | 11,2 |
| 1996-1997 | Charlotte Hornets  | 49  | 13  | 21,3 | 48,9 | 30,0 | 70,1 | 5,3 | 0,8 | 0,4 | 0,6 | 8,9  |
| 1997-1998 | Charlotte Hornets  | 78  | 42  | 23,6 | 50,5 | 9,1  | 71,2 | 6,7 | 1,0 | 0,9 | 1,1 | 11,3 |
| 1998-1999 | Philadelphia 76ers | 50  | 40  | 30,8 | 47,9 | 20,0 | 79,7 | 7,2 | 1,2 | 0,8 | 0,8 | 13,5 |
| 1999-2000 | Philadelphia 76ers | 65  | 20  | 21,6 | 44,1 | 0,0  | 77,9 | 6,0 | 0,6 | 0,4 | 0,3 | 9,7  |
| 2000-2001 | Philadelphia 76ers | 35  | 4   | 15,5 | 39,3 | 0,0  | 68,5 | 4,0 | 0,4 | 0,3 | 0,2 | 6,1  |
| 2001-2002 | Philadelphia 76ers | 4   | 0   | 9,0  | 12,5 | -    | 50,0 | 1,5 | 0,0 | 0,0 | 0,5 | 0,8  |
| Carriera  | Carriera           | 552 | 214 | 22,1 | 49,9 | 23,2 | 72,8 | 5,7 | 0,7 | 0,6 | 0,6 | 9,2  |

#### Playoffs
| Anno     | Squadra            | PG | PT | MP   | TC%  | 3P% | TL%  | RP  | AP  | PRP | SP  | PP   |
| -------- | ------------------ | -- | -- | ---- | ---- | --- | ---- | --- | --- | --- | --- | ---- |
| 1994     | Miami Heat         | 2  | 0  | 5,5  | 0,0  | -   | 50,0 | 2,0 | 0,0 | 0,0 | 0,0 | 0,5  |
| 1997     | Charlotte Hornets  | 3  | 0  | 10,3 | 66,7 | -   | 100  | 2,7 | 0,7 | 0,7 | 0,3 | 2,0  |
| 1998     | Charlotte Hornets  | 4  | 0  | 5,5  | 16,7 | -   | -    | 1,3 | 0,3 | 0,0 | 0,0 | 0,5  |
| 1999     | Philadelphia 76ers | 8  | 8  | 29,9 | 43,8 | 0,0 | 82,8 | 7,6 | 0,8 | 1,1 | 0,8 | 13,5 |
| 2000     | Philadelphia 76ers | 8  | 0  | 16,0 | 50,0 | -   | 80,0 | 5,0 | 0,3 | 0,6 | 0,3 | 8,8  |
| 2001     | Philadelphia 76ers | 12 | 0  | 8,3  | 58,6 | -   | 100  | 1,5 | 0,6 | 0,2 | 0,0 | 3,2  |
| Carriera | Carriera           | 37 | 8  | 14,4 | 46,8 | 0,0 | 82,3 | 3,7 | 0,5 | 0,5 | 0,2 | 6,1  |